# Grand Prix Francji 1935
Grand Prix Francji 1935 (oryg. XXIX Grand Prix de l'Automobile Club de France) – jeden z wyścigów Grand Prix rozegranych w 1935 roku, a drugi spośród tzw. Grandes Épreuves.

## Lista startowa
Na niebieskim tle kierowcy, którzy nie wzięli udziału w kwalifikacjach, lecz współdzielili samochód w czasie wyścigu
| Nr | Kierowca                | Zespół                 | Samochód             | Silnik                |   |
| -- | ----------------------- | ---------------------- | -------------------- | --------------------- | - |
| 2  | Rudolf Caracciola       | Daimler-Benz AG        | Mercedes-Benz W25    | Mercedes-Benz 4.0 S-8 | ? |
| 4  | Luigi Fagioli           | Daimler-Benz AG        | Mercedes-Benz W25    | Mercedes-Benz 4.0 S-8 | ? |
| 6  | Manfred von Brauchitsch | Daimler-Benz AG        | Mercedes-Benz W25    | Mercedes-Benz 4.0 S-8 | ? |
| 8  | Achille Varzi           | Auto Union AG          | Auto Union B         | Auto Union 5.6 V-16   | ? |
| 8  | Bernd Rosemeyer         | Auto Union AG          | Auto Union B         | Auto Union 5.6 V-16   | ? |
| 10 | Hans Stuck              | Auto Union AG          | Auto Union B         | Auto Union 5.6 V-16   | ? |
| 12 | Bernd Rosemeyer         | Auto Union AG          | Auto Union B         | Auto Union 5.6 V-16   | ? |
| 14 | Tazio Nuvolari          | Scuderia Ferrari       | Alfa Romeo Tipo B/P3 | Alfa Romeo 3.5 S-8    | ? |
| 16 | Louis Chiron            | Scuderia Ferrari       | Alfa Romeo Tipo B/P3 | Alfa Romeo 3.5 S-8    | ? |
| 18 | Goffredo Zehender       | Scuderia Subalpina     | Maserati 6C-34       | Mercedes-Benz ? S-6   | ? |
| 20 | Raymond Sommer          | prywatny               | Maserati 8CM         | Maserati 3.0 S-8      | ? |
| 22 | Marcel Lehoux           | SEFAC                  | SEFAC                | SEFAC 2.8 2x4         | ? |
| 24 | Robert Benoist          | Automobiles E. Bugatti | Bugatti T59/50       | Bugatti 4.9 S-8       | ? |
| Nr | Kierowca                | Zespół                 | Samochód             | Silnik                |   |

## Wyniki

### Kwalifikacje
Źródło: teamdan.com
| Poz. | Nr | Kierowca                | Konstruktor   | Czas   | Poz. s. |
| ---- | -- | ----------------------- | ------------- | ------ | ------- |
| 1    | 8  | Achille Varzi           | Auto Union    | 5:20,1 | 1       |
| 2    | 14 | Tazio Nuvolari          | Alfa Romeo    | 5:23,6 | 2       |
| 3    | 10 | Hans Stuck              | Auto Union    | 5:28,8 | 3       |
| 4    | 2  | Rudolf Caracciola       | Mercedes-Benz | 5:31,6 | 4       |
| 5    | 16 | Louis Chiron            | Alfa Romeo    | 5:31,9 | 5       |
| 6    | 12 | Bernd Rosemeyer         | Auto Union    | 5:36,6 | 6       |
| 7    | 4  | Luigi Fagioli           | Mercedes-Benz | 5:37,9 | 7       |
| 8    | 6  | Manfred von Brauchitsch | Mercedes-Benz | 5:46,6 | 8       |
| 9    | 24 | Robert Benoist          | Bugatti       | ?      | 9       |
| 10   | 18 | Goffredo Zehender       | Maserati      | 6:10,8 | 10      |
| 11   | 20 | Raymond Sommer          | Maserati      | ?      | 11      |
| Poz. | Nr | Kierowca                | Konstruktor   | Czas   | Poz. s. |

### Wyścig

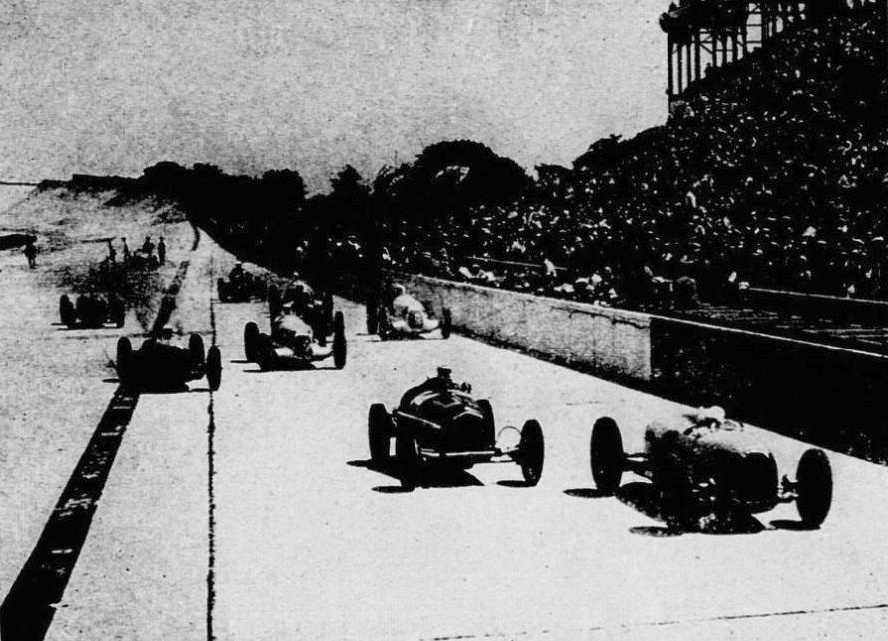
Start wyścigu

Źródło: kolumbus.fi
| P                                                     | + / – | Nr | Kierowca                      | Konstruktor   | Okr. | Czas / Strata   | Komentarz              |
| ----------------------------------------------------- | ----- | -- | ----------------------------- | ------------- | ---- | --------------- | ---------------------- |
| 1                                                     | 3     | 2  | Rudolf Caracciola             | Mercedes-Benz | 40   | 4h00:54,6       |                        |
| 2                                                     | 6     | 6  | Manfred von Brauchitsch       | Mercedes-Benz | 40   | +0:00,5         |                        |
| 3                                                     | 7     | 18 | Goffredo Zehender             | Maserati      | 38   | +2 okr          |                        |
| 4                                                     | 3     | 4  | Luigi Fagioli                 | Mercedes-Benz | 37   | +3 okr          |                        |
| 5                                                     | 4     | 8  | Achille Varzi Bernd Rosemeyer | Auto Union    | 35   | +5 okr          | Samochód współdzielony |
| 6                                                     | 5     | 20 | Raymond Sommer                | Maserati      | 35   | +5 okr          |                        |
| Niesklasyfikowani                                     |       |    |                               |               |      |                 |                        |
|                                                       |       | 24 | Robert Benoist                | Bugatti       | 16   | +24             |                        |
|                                                       |       | 14 | Tazio Nuvolari                | Alfa Romeo    | 14   | Skrzynia biegów |                        |
|                                                       |       | 12 | Bernd Rosemeyer               | Auto Union    | 11   | Skrzynia biegów |                        |
|                                                       |       | 16 | Louis Chiron                  | Alfa Romeo    | 8    | Skrzynia biegów |                        |
|                                                       |       | 10 | Hans Stuck                    | Auto Union    | 7    | Hamulce         |                        |
| Nie wystartowali / niedopuszczeni do ponownego startu |       |    |                               |               |      |                 |                        |
|                                                       |       | 22 | Marcel Lehoux                 | SEFAC         |      |                 |                        |
| P                                                     | + / – | Nr | Kierowca                      | Konstruktor   | Okr. | Czas / Strata   | Komentarz              |

### Najszybsze okrążenie
Źródło: teamdan.com
| Nr | Kierowca       | Konstruktor | Czas   | Okr. |
| -- | -------------- | ----------- | ------ | ---- |
| 14 | Tazio Nuvolari | Alfa Romeo  | 5:29,1 | 7    |